# 조선군
조선군(朝鮮軍)은 조선의 군대로, 고려군의 후신이자 대한제국군의 전신이다. 

## 군제

### 중앙의 군제
조선의 군제 역시 다른 제도와 사실상 마찬가지로 고려의 제도를 바탕으로 차차 정비되어 갔다. 이성계는 즉위한 다음날에 곧 도총중외제군사부(都摠中外諸軍事府)를 없애고 의흥친군위(義興親軍衛)를 설치하였는데, 이것이 조선의 중앙군제 확립의 출발점이 되었다. 그리고 7월 28일 문무백관의 제도를 반포할 때 병기(兵機)·군정(軍政)·숙위(宿衛)·경비(警備) 등은 중추원(中樞院)이 맡아보게 했으며, 훈련관(訓練觀)은 무예(武藝)의 훈련·병서(兵書)·전진(戰陣)의 교습(敎習)을, 군자감(軍資監)은 군려(軍旅)·양향(糧餉)에 관한 일을, 군기감(軍器監)은 병기(兵器)·기치(旗幟)·융장(戎裝)·집물(什物)에 관한 일을, 사수감(司水監)은 전함(戰艦)의 조수(造修)·전수(傳輸)의 감독 등을 각각 맡아보게 하는 한편, 의흥친군좌위(義興親軍左衛)·응양위(鷹揚衛)·금오위(金吾衛)·좌우위(左右衛)·신호위(神號衛)·흥위위(興威衛)·비순위(備巡衛)·천우위(千牛衛)·감문위(監門衛) 등의 10위(衛)를 정하고 얼마 뒤에는 고려 말기에 두었던 삼군도총제부(三軍都摠制府)를 의흥삼군부(義興三軍府)로 개칭하여 고려 이래의 중방(重房)을 폐지하였으나, 고려의 군제와 근본적으로 다른 것은 없었다.
1394년(태조 3)에는 정도전(鄭道傳)의 제의에 따라 10위를 개칭하고 이를 중(中)·좌(左)·우(右)의 3군에 분속(分屬)하게 하였으니, 중군에 의흥(義興)·충좌(忠佐)·웅무(雄武)·신무(神武)의 각 시위사(侍衛司), 좌군에 용양(龍驤)·용기(龍騎)·용무(龍武)의 각 순위사(巡衛司), 우군에 호분(虎賁)·호익(虎翼)·호용(虎勇)의 각 순위사를 두었다. 이들 10사(司)가 3군에 분속되었다 하더라도 3군도 그 자체의 직할병력을 가지고 있어 이 3군 10사가 차례로 궐내의 시위(侍衛) 혹은 도성(都城)의 순위(巡衛)를 맡아보았다.
그 뒤 두 차례의 왕자(王子)의 난을 겪은 다음 1400년(정종 2)에는 그동안 여러 가지 폐단을 자아내었던 사병(私兵)을 모조리 없애버리고 경외(京外)의 군마(軍馬)를 모두 삼군부(三軍府)에 편입시켰다. 태종은 그의 세자(世子) 세종(世宗)에게 왕위를 물려주면서 2사(司)를 폐지했으나 세종 원년(1419년)에 다시 군무가 병조에 통합되었고, 뒤이어 세종 28년(1446년)에는 3군진무소를 의흥부(義興府)로 개칭하고 역시 군무는 병조에 귀속시켰다.
문종은 1451년(문종 1)에 이를 근본적으로 개편하여, 중군에 의흥사(義興司)·충좌사(忠佐司)·충무사(忠武司), 좌군에 용기사(龍騎司), 우군에 호분사(虎賁司)만을 남겨 5사(司)로 하였다. 이와 같이 부대의 수는 줄었다 하나 병력은 오히려 증가시켰으며 각 병종을 5사에 고루 배치하여 그동안 문란해졌던 군제를 재정비하는 데 큰 업적을 남겼다.
그 뒤 1457년(세조 3)에는 5사를 5위(五衛)로 고치는 한편, 병종별과 지방별로 각위를 이루게 되었다. 5위가 형성된 직후에 3군의 제도는 없어졌으며, 따라서 군령기관(軍令機關)인 삼군진무소(三軍鎭撫所)는 오위진무소(五衛鎭撫所)로, 1466년(세조 12)에는 오위도총부(五衛都摠府)가 되었다.
조선 전기의 군사조직은 15세기 군정이 문란해지면서 약화되었고, 임진왜란을 겪으면서 그 무력함이 드러나자 5군영으로 개편되었다. 선조 때에 류성룡의 건의로 훈련도감을 설치하여 총을 쏘는 포수(砲手), 활을 쏘는 사수(射手), 창·칼을 쓰는 살수(殺手)의 3수병(三手兵)으로 편제하였다. 이들은 모병제(募兵制)로 모집한 직업 군인의 성격을 지녔다.
인조 때인 1624년 경기 일대의 방위를 위하여 총융청(摠戎廳), 남한산성의 수비를 위하여 수어청(守禦廳), 1628년 이괄의 난을 계기로 어영청(御營廳), 그리고 숙종 때에 수도 방위를 위해 1682년 설치된 금위영(禁衛營)이 설치됨으로써 5군영으로 정비되어, 초기의 5위체제를 대신하였다.

### 지방의 군제
지방군의 편성을 보면, 처음에는 중앙에서 직접 이를 통솔하게 되어 있었다. 즉 1395년(태조 4)에는 각 도(道)에 병마사(兵馬使：2품)·병마단련사(兵馬團練使：정·종3품)·병마단련부사(兵馬團鍊副使)·병마단련판관(兵馬團鍊判官) 등을 보내어 군사를 맡아 보게 하는 동시에, 서울에 있는 각도 담당의 절제사(節制使)·부절제사(不節制使)의 지시를 받도록 하였다. 이때 각 지방은 주진(主鎭) 이외에는 연해(沿海)·국경(國境) 등 국방상 중요한 곳에만 진(鎭)을 두었다. 한편 지방에서 일어나는 긴급한 사태를 중앙에 알리기 위한 봉수제(烽燧制)와 역마제(驛馬制)도 있었다.
그 뒤 태종 때의 부분적인 개혁을 거쳐 세조(世祖) 때에는 지방군제를 대폭적으로 개편하였다. 변진(邊鎭)만을 지키다가 그것이 무너지면 방어할 수단이 없는 경우를 생각하여 각 도(道)의 내륙지방에도 몇 개의 거진을 두고 부근에 있는 고을을 제진(諸鎭)으로 편성, 그 수령을 지휘하는 진관체제를 이때에 처음으로 시작하였으며, 또 지방관은 모두 군사직(軍事職)을 가진다는 원칙도 확립되었다. 『경국대전』에 의하면 지방에는 병영(兵營)·수영(水營)을 설치, 그 아래 여러 진영이 딸려 있었다.
병영의 장관을 병마절도사(兵馬節度使), 수영의 장관을 수군절도사(水軍節度使) 라 하였는데, 그 중에서도 영안도(永安道)와 경상도는 여진과 일본에 근접한 곳이라 하여 병영·수영을 각각 둘씩 두었으며, 전라도에는 수영만 둘을 두었다. 그리고 진영에는 그 크기에 따라 절제사(節制使)·첨절제사(僉節制使)·동첨절제사(同僉節制使)·만호(萬戶) 등의 군직이 있었는데, 대부분 수령들이 겸하고 있었으며, 평안·함경도의 국경지대와 해안의 요지(要地)에 한해서만 전문적인 무직(武職)으로서의 첨절제사가 배치되었다.한편 조선시대에는 왕의 친위병인 겸사복(兼司僕)·내금위(內禁衛), 직업군대인 훈련도감 등 특별한 경우를 제외하면 거의 병농일치(兵農一致)의 부병제(府兵制)를 채택하여 전국의 장정을 윤번으로 징집하여 이에 충당시켰으며, 현역복무에 필요한 비용의 조달을 위해서 일정한 수의 봉족(奉足) 또는 보(保)가 지급되었다.
한편, 잡색군(雜色軍)이라는 예비군을 두어 전직관료·서리·향리·교생(校生)·노비 등 모든 계층에게 평상시에는 본업에 종사하면서 일정기간 동안 군사훈련을 받고 유사시에 향토 방위를 맡게 하였다.
그러나 15세기 이후, 군정이 문란해져 대가를 받고 군대를 대역하는 자들이 늘어났고, 면포를 대신 납부하여 군역을 면제 받는 일이 잦아졌다. 이러한 군역 기피로 인해 진관체제 또한 붕괴되기 시작하였다. 그리하여 16세기 중엽 이후에는 이를 대체하기 위해 제승방략체제가 등장하였다.
제승방략체제는 유사시 수령들이 군사를 이끌고 지정된 방위지역으로 가서 중앙에서 파견된 장수나 각 도의 병·수사를 기다려 총 지휘를 받는 전술이었다. 그러나 이는 대규모의 적이 침공해왔을시 시간차 공격에서 불리한 측면을 가지고 있었다. 결국 제승방략의 문제점은 임진왜란에서 여실히 드러나고 말았다.
임진왜란 이후, 지방군에서도 양반으로부터 노비에 이르는 모든 장정을 속오군(束伍軍)으로 편제하고 유사시에 대처하게 하였다. 그러나 속오군 체제는 양반들이 하류 계층과의 군편성을 꺼려하여, 대상이 한정되는 문제점을 드러내었으며, 각 지방에서는 민폐를 줄인다는 명목하에 소집훈련은 전폐되다시피 하였다. 또한 그 구성원이 점차 천인으로만 채워져, 마침내 《속대전》에서는 천예군(賤隸軍)으로 기록되기까지 하였다.
또한 속오군은 점차 중앙과 지방의 직업군인을 양성하는 재정부담층으로 인식되어 그 군역을 면제하는 수미법(收米法)이 적용되어 존재자체가 유명무실하게 되었다. 그 결과 홍경래의 난과 같은 민란이 발생했을 때 동원 가능한 병력이 없어 조기 진압을 하지 못하였으며, 의병을 모집하거나 중앙군을 현지에 파견하여 진압할 수밖에 없게 되었다.

## 지휘부
조선왕조 중앙군 및 지방군의 지휘는 삼군부, 병조, 비변사 등에서 행사하였다. 각 시기별 군령권 행사는 아래와 같다.
- 삼군부 : 조선 초기부터 1466년(세조 12년)까지
- 병조 : 세조 연간부터 비변사 설치 전까지
- 비변사 : 비변사 설치 이후부터[7] (임진왜란 이후 국정 최고의 합의제 의결 관청)
- 삼군부 : 비변사가 의정부로 흡수되고 삼군부가 복설된 1865년(고종 2년) 3월부터 1880년(고종 17년)까지
- 통리기무아문 : 1880년부터 (이후 통리군국사무아문 등으로 변천)
- 군부 : 1897년 대한제국 이후 (이후 상급 기관으로 원수부 등 신설)

### 전시 지휘
전쟁 또는 전란이 발발했을 때에는 중앙에서 각 지역에 권령권을 행사하는 관원을 파견하는데, 품계별로 다음과 같이 명칭을 달리하였다. 이처럼 군령권을 행사하는 관원(문관 위주)과 별도로 야전 지휘관에 해당하는 관원을 임명하기도 하는데, 2품 무관이 주로 임명되었던 도원수(都元帥)가 대표적이다.
- 정1품 도체찰사(都體察使) : 영의정, 좌의정, 우의정 중에서 임명
- 종1품 체찰사(體察使)
- 정2품 도순찰사(都巡察使)
- 종2품 순찰사(巡察使) : 조선 후기에는 각 지역 관찰사가 순찰사를 겸직
- 3품 : 찰리사(察理使)

## 군사기술
15세기에는 임진왜란에서 조선이 개발한 세계최초의 다연장 로켓인 신기전이 실전배치되어 운용하였는데 신기전(神機箭)은 1448년(세종 30년) 만들어진 조선시대의 로켓추진 화살이다. 이 시기에 조선의 과학기술은 세계적 수준이었고 상당한 수준의 로켓기술을 보유하고 있었다. 신기전을 발사하기 위해 만들어진 화차인 신기전기(神機箭機)는 설계도가 남아 있는 다연장 로켓이다.
신기전은 고려시대 최무선에 의해 발명된 로켓병기인 주화(走火)를 바탕으로 만들어진 것으로 알려져 있다. 〈병기도설〉에 기록된 바에 따르면 1592년 임진왜란 당시 거북선과 함께 비장의 무기로 활용되었다고 한다. 하지만 신기전은 화약의 사용량이 너무 크고 명중률이 떨어져 실효성은 떨어졌다고 한다. 신기전은 크기와 형태에 따라 대신기전(大神機箭), 산화신기전(散火神機箭), 중신기전(中神機箭), 소신기전(小神機箭)으로 나뉜다.
대신기전은 길이 5.6m, 사거리 2 km, 최대 3 km. 공격용 발화통을 장착한 무기이다. 현대의 탄도 미사일과 유사한 개념이라 볼 수 있다. 1448년 세종 때 만들어졌다고 하며 90개가 제조되어 의주성에서 사용되었다. 화약은 약 3kg으로 조총 1000회 발사 분량이다. 목표 지점에 다다르면 폭발물이 자동으로 터지도록 설계되어 있다. 한번에 1발씩만 발사할 수 있다.
산화 신기전은 길이5.3m. 사거리 2.4 km, 최대 3.4 km. 공격용 발화통을 장착한 무기로 대신기전보다 길이만 짧은 것뿐이지 사거리나 폭파범위는 다르지 않다. 다만 탄두에 철편(쇠파편 조각)이 내장 되어 있어 살상능력이 더욱 강력해진 무기이다. 세계 최초의 2단 로켓이다. 1단이 다 소모되면 지화가 점화되어 600미터를 더 날아갈 수 있다. 한번에 1발씩만 발사할 수 있다.

## 같이 보기
- 조선 수군
- 한국-여진 국경 분쟁
- 임진왜란 전투 목록
- 고려군